# 蒂達·巴拉
蒂達·巴拉（英語：Theda Bara，1885年7月29日—1955年4月7日），美国无声电影和舞台演员。巴拉是默片时代最受欢迎的女演员之一，也是电影界早期的性感象征之一。她扮演的蛇蝎美人角色为她赢得了“吸血鬼”（Vamp，吸血鬼的缩写，这里的意思是诱人的女人）的绰号，后来推动了基于异国情调和性主宰的“吸血鬼”角色的日益流行。工作室为巴拉塑造了一个虚构的角色，她是一位出生于埃及、对神秘学感兴趣的女性。 1914年至1926年间，巴拉制作了40多部电影，但大部分已在1937年福克斯金库火灾中被毁，现已遗失。1921年与查尔斯·布拉宾结婚后，她又拍摄了两部故事片，1926年退休。她从未出现在有声电影中。